# Аеродром Таншонјат
Аеродром Таншонјат (: , : ; виј. Sân bay quốc tế Tân Sơn Nhất, Cảng hàng không quốc tế Tân Sơn Nhất, енгл. Tan Son Nhat International Airport) је највећи аеродром у Хо Ши Мин граду, у Вијетнаму и представља базу компаније Вијетнам ерлајнс. На аеродрому постоје два терминала.
Аеродром је удаљен 7 km од центра града. Ово је највећи аеродром у Вијетнаму. У 2009. години, 13 милиона путника користило је овај аеродром.

## Авио-компаније и дестинације
Следеће авио-компаније користе Аеродром Таншонјат (од јуна 2010):

### Терминал 1 (домаћи)
- Pacific Airlines (Danang, Hanoi, Hue, Nha Trang)
- Vietnam Airlines (Buon Ma Thuot, Chu Lai, Da Lat, Danang, Dong Hoi, Hai Phong, Hanoi, Hue, Nha Trang, Phu Quoc, Pleiku, Qui Nhon, Tuy Hoa, Vinh)
- Vietnam Aviation Service Company (Ca Mau, Con Dao, Rach Gia, Chu Lai, Tuy Hoa)

### Терминал 2 (интернационални)
- Air China (Beijing, Nanning)
- Air France (Bangkok-Suvarnabhumi, Paris-Charles de Gaulle)
- All Nippon Airways (Tokyo-Narita)
- Asiana Airlines (Busan, Seoul-Incheon)
- Bangkok Airways (Bangkok-Suvarnabhumi)
- Cathay Pacific (Hong Kong)
- China Airlines (Taipei-Taiwan Taoyuan)
  - Mandarin Airlines (Kaohsiung)
- China Eastern Airlines (Shanghai-Pudong)
- China Southern Airlines (Guangzhou)
- EVA Air (Taipei-Taiwan Taoyuan)
  - Uni Air (Kaohsiung)
- Finnair (Helsinki) (seasonal)
- Garuda Indonesia (Jakarta, Singapore)
- Hong Kong Airlines (Hong Kong)
- Indochina Airlines (Hanoi, Kota Hochiminh, Da Nang)
- Japan Airlines (Tokyo-Narita)
- Jetstar Asia Airways (Singapura)
- Korean Air (Busan, Seoul-Incheon)
- Lufthansa (Bangkok-Suvarnabhumi, Frankfurt)
- Malaysia Airlines (Kuala Lumpur)
- Nok Air (Bangkok-Don Mueang)
- Pacific Airlines (Bangkok-Suvarnabhumi, Singapore)
- Philippine Airlines (Manila)
- Qantas
  - Jetstar Airways (Sydney)
- Qatar Airways (Doha)
- Royal Brunei Airlines (Bandar Seri Bengawan)
- Royal Khmer Airlines (Siem Reap)
- Shanghai Airlines (Shanghai-Pudong)
- Shenzhen Airlines (Shenzhen)
- Singapore Airlines (Singapore)
- Thai Airways International (Bangkok-Suvarnabhumi)
  - Nok Air (Bangkok-Suvarnabhumi)
- Tiger Airways (Singapore)
- Transaero (Moscow-Domodedovo)
- United Airlines (Hong Kong, Los Angeles)
- Vietnam Airlines (Bangkok-Suvarnabhumi, Beijing, Busan, Frankfurt, Fukuoka, Guangzhou, Hong Kong, Kaohsiung, Kuala Lumpur, Melbourne, Moscow-Domodedovo, Nagoya-Centrair, Osaka-Kansai, Paris-Charles de Gaulle, Phnom Penh, Seoul-Incheon, Shanghai, Siem Reap, Singapura, Sydney, Taipei-Taiwan Taoyuan, Tokyo-Narita, Vientiane)
- Viva Macau (Macau)